# 토니 레빈
앤서니 프레드릭 레빈(영어: Anthony Frederick Levin, 1946년 6월 6일 ~ )은 미국의 음악가이자 작곡가로, 일렉트릭 베이스, 채프먼 스틱, 콘트라베이스를 전문으로 한다. 그는 또한 노래를 부르고 신시사이저를 연주한다. 레빈은 킹 크림슨 (1981년 이후)과 피터 가브리엘 (1977년 이후)과 함께 일한 것으로 가장 잘 알려져 있다. 그는 또한 리퀴드 텐션 익스페리먼트 (1997년~1999년, 2008년~2009년, 2020년~현재), 브루포드 레빈 어퍼 익스트리미티즈 (1998년~2000년), 호보르마 (2008년~2010년)의 멤버이기도 하다. 그는 2010년부터 자신의 밴드인 스틱 맨을 이끌고 있다.
1970년대부터 많은 세션 음악가였던 레빈은 500장 이상의 음반에서 연주해 왔다. 존 레논, 세라 매클라클런, 폴라 콜, 스티비 닉스, 핑크 플로이드, 폴 사이먼, 루 리드, 데이비드 보위, 조앤 아머트레이딩, 톰 웨이츠, 버디 리치, 로치스, 토드 룬드그렌, 씰, 워렌 제본, 브라이언 페리, 로리 앤더슨, 케이트 & 애나 맥가리글, 즐라탄 슈티피시치 기보니 그리고 장피에르 펠란드와 함께 일한 세션도 있다. 또한, 그는 피터 가브리엘, 폴 사이먼, 게리 버튼, 제임스 테일러, 허비 만, 주디 콜린스, 칼리 사이먼, 피터 프램턴, 팀 핀, 리치 샘보라, 이바노 포사티, 클라우디오 발리오니 그리고 로런스 고완 등 아티스트들과 함께 순회 공연을 했다.

## 사생활
레빈은 애틀랜타에서 버진 레코드를 홍보하던 1995년에 앤디 투르코를 만났다. 그들은 3년 후에 결혼했다. 앤디 투르코레빈은 2011년 뉴욕주 킹스턴 시장 선거에 출마했고, 2019년에는 얼스터 카운티 입법부에 출마했지만, 두 선거 모두 성공하지 못했다. 투르코레빈은 음반 《Resonator》 (2006년)의 보컬과 《Levin Minnemann Rudess》 (2013년)의 포토그래피로 인정받고 있다.
2003년에 레빈은 자신이 채식주의자라고 말했다.